# Trzebieszów Drugi
Trzebieszów Drugi – wieś w Polsce położona w województwie lubelskim, w powiecie łukowskim, w gminie Trzebieszów.
| SIMC    | Nazwa       | Rodzaj      |
| ------- | ----------- | ----------- |
| 0693204 | Trzebieszów | osada leśna |

W latach 1975–1998 miejscowość administracyjnie należała do województwa siedleckiego.
Wieś stanowi sołectwo w gminie Trzebieszów. Według Narodowego Spisu Powszechnego z roku 2011 wieś liczyła 476 mieszkańców.